# Liste du patrimoine immobilier classé d'Amblève
Cette page regroupe l'ensemble du patrimoine immobilier classé de la commune belge d'Amblève.
| Objet | Année de construction / Architecte | Adresse                        | Section communale | Coordonnées                      | Numéro d’inventaire | Illustration |
| --- | ---------------------------------- | ------------------------------ | ----------------- | -------------------------------- | ------------------- | --- |
| Croix du marché (Marktkreuz) à côté de l'église Saint Hubert                                                                         |                                    |                                | Amel              | 50° 21′ 17″ nord, 6° 10′ 12″ est | 31004               | Croix du marché (Marktkreuz) à côté de l'église Saint Hubert                                                                         |
| l'église Saint Hubert, ainsi que le cimetière                                                                                        |                                    |                                | Amel              | 50° 21′ 17″ nord, 6° 10′ 12″ est | 31027               | l'église Saint Hubert, ainsi que le cimetière                                                                                        |
| le «Antoniushäuschen» |                                    |                                | Amel              | 50° 21′ 17″ nord, 6° 10′ 12″ est | 31428               | le «Antoniushäuschen» |
| Chapelle Saint-Sébastien à Eibertingen (façade, toiture, sacristie, autel, deux statues polychromes en bois datant du XVIIIe siècle) | avant 1700                         |                                | Eibertingen       | 50° 21′ 39″ nord, 6° 09′ 26″ est | 31006               | Chapelle Saint-Sébastien à Eibertingen (façade, toiture, sacristie, autel, deux statues polychromes en bois datant du XVIIIe siècle) |
| Chapelle Sainte-Barbara à Iveldingen                                                                                                 | 1907                               |                                | Iveldingen        | 50° 21′ 41″ nord, 6° 07′ 43″ est | 31007               | Chapelle Sainte-Barbara à Iveldingen                                                                                                 |
| Église Saint-Martin de Meyerode | 1455 (nef recréée en 1930)         |                                | Meyerode          | 50° 19′ 44″ nord, 6° 11′ 20″ est | 31008               | Église Saint-Martin de Meyerode |
| Croix Grawet dans le bois d'Ommerscheid                                                                                              |                                    |                                | Herresbach        | 50° 19′ 42″ nord, 6° 13′ 21″ est | 31005               | Croix Grawet dans le bois d'Ommerscheid                                                                                              |
| Corps de ferme au 124, Hof Schoppen à Schoppen (façades, toitures, portes, et un séchoir d'intérieur)                                |                                    |                                | Schoppen          | 50° 23′ 26″ nord, 6° 10′ 45″ est | 31009               | Corps de ferme au 124, Hof Schoppen à Schoppen (façades, toitures, portes, et un séchoir d'intérieur)                                |
| Hülsburg im Schwarzenvenn |                                    | 4770 Amblève, Section A, n° 20 | A                 | 50° 20′ 44″ nord, 6° 06′ 38″ est | 31021               | Image manquante |